# Amsterdams busnet
Het Amsterdamse busnet wordt geëxploiteerd door het GVB dat naast 15 tramlijnen, 5 metrolijnen, 10 veerdiensten ook 33 buslijnen (exclusief nachtlijnen) exploiteert in het dienstregelingjaar 2025.

## Geschiedenis
De eerste busdienst werd, afgezien van een mislukte proef in 1908, ingesteld in 1922. Daarna volgden meer lijnen. In de jaren 50 en 60 werden de busdiensten sterk uitgebreid naar onder meer de nieuwe wijken. Ook werd een aantal tramlijnen verbust. In 1977 bereikten het busnet en de businzet hun grootste omvang. Daarna kromp het busnet in door de opening van de metro.
Sinds 1968 verzorgt het GVB ook busdiensten naar de Bijlmermeer. De eerste lijn 55 werd dat jaar ingesteld.
Het GVB exploiteert naast in de gemeente Amsterdam ook in Diemen, Duivendrecht en op Schiphol busdiensten. Dit zijn 22 daglijnen, één R-net lijn, drie spitslijnen, drie Schiphollijnen en drie servicelijnen. In het dienstregelingjaar 2011 waren er nog 45 lijnen, waarvan 33 daglijnen en twaalf spitslijnen. Vroeger exploiteerde het GVB ook busdiensten in Zaandam, Landsmeer, Muiden, Almere, Amstelveen, Ouderkerk aan de Amstel, Nes aan de Amstel, Uithoorn, Badhoevedorp, Halfweg en Haarlem.
Niet overal in Amsterdam biedt het GVB meer busvervoer. Zo zijn er een aantal gedeeltes in de stad waar vroeger wel busdiensten reden maar thans niet meer. Met name een aantal haven- en bedrijventerreinen worden niet meer door het GVB bediend maar sinds 2015 wordt ook voor het eerst een hele woonwijk niet meer bediend. Dit komt duidelijk tot uiting in het aantal spitslijnen. Reden er in 1998 nog dertig spitslijnen, in 2024 zijn het er nog maar zes.
Niet meer bediend worden omgeving Grasweg / Distelweg, omgeving Hamerstraat, omgeving Schepenbergweg, Overamstel en Industriegebied Schinkel. Ook het Amsterdamse Bos wordt niet meer bediend. Van de Jordaan en de vooroorlogse stad worden alleen de randen bediend. 
Oud Osdorp kent geheel geen busvervoer.
Ook zijn er een aantal delen van de stad waar alleen Connexxion, EBS of Keolis/Syntus rijdt zoals Kadoelen, Oostzanerwerf, Sloten, Ruigoord en Amstel III.
Daarnaast exploiteert het GVB elf nachtlijnen waarvan één naar Amstelveen. De eerste nachtbus werd ingesteld in 1969.

## Huidige lijnen jaardienst 2025
| Lijn | Route                                         | Bijzonderheden |
| ---- | --------------------------------------------- | --- |
| 15   | Station Sloterdijk – Station Zuid             | |
| 18   | Centraal Station – Slotervaart                | |
| 21   | Centraal Station – Geuzenveld / De Eendracht  | Beide eindpunten afwisselend bediend                                                                                       |
| 22   | Station Sloterdijk – Muiderpoortstation       | |
| 34   | Noorderpark (metrostation) – Olof Palmeplein  | |
| 35   | Molenwijk – Olof Palmeplein                   | |
| 36   | Noord (metrostation) – Station Sloterdijk     | |
| 37   | Noord (metrostation) – Amstelstation          | |
| 38   | Buiksloterham – Noord (metrostation)          | |
| 40   | Amstelstation – Muiderpoortstation            | |
| 41   | Station Holendrecht – Amstelstation           | |
| 43   | Centraal Station – Borneo-eiland              | |
| 44   | Station Bijlmer ArenA – Diemen-Noord          | |
| 47   | Station Bijlmer ArenA – Station Holendrecht   | |
| 48   | Centraal Station – Houthavens                 | |
| 49   | Station Bijlmer ArenA – Station Weesp         | Ook als belbus tussen Gaasperplas, Driemond en Weesp te boeken onder de naam "Mokumflex" uitgevoerd door taxibedrijf Staxi |
| 61   | Station Sloterdijk – Osdorpplein              | |
| 62   | Station Lelylaan – Amstelstation              | |
| 63   | Station Lelylaan – Osdorp De Aker             | |
| 65   | KNSM-eiland – Amstelstation                   | |
| 66   | Station Bijlmer ArenA – IJburg                | |
| 68   | Metrostation Henk Sneevlietweg – Riekerpolder | Uitgevoerd door Jan de Wit, rijdt niet in de avond na 20:00 uur en in het weekend.                                         |
| 231  | Station Sloterdijk – Abberdaan                | Spitslijn |
| 233  | Station Sloterdijk – Westpoort                | Spitslijn uitgevoerd door Jan de Wit                                                                                       |
| 245  | Molenwijk – Schiphol                          | Elke dag drie ritten in één richting in vroege ochtend                                                                     |
| 246  | Borneo-eiland – Schiphol                      | Elke dag twee ritten in één richting in vroege ochtend                                                                     |
| 247  | Bos en Lommerplein – Schiphol                 | Elke dag drie ritten in één richting in vroege ochtend                                                                     |
| 267  | Anderlechtlaan – John M. Keynesplein          | Spitslijn uitgevoerd door Jan de Wit                                                                                       |
| 360  | Station Bijlmer ArenA – IJburg                | R-netlijn |
| 369  | Station Sloterdijk – Schiphol                 | R-netlijn |
| 461  | Gelderlandplein – Gustav Mahlerplein          | Servicelijn |
| 463  | Gelderlandplein – Bolestein                   | Servicelijn |
| 464  | Gelderlandplein – Vivaldi                     | Servicelijn |

- Lijnen 15, 18, 21, 22, 34, 35, 37, 40 (deels), 41 (deels), 43, 48, 231, 245, 247, 369 worden volgens dienstregeling met gelede bussen gereden.
- Lijnen 36, 38, 40 (deels), 41 (deels), 44, 47, 49, 61, 62, 63, 65, 66, 246 en 360 worden volgens dienstregeling met 12-meter bussen gereden.
- Lijnen 68 en 267 worden volgens dienstregeling met 12-meter bussen van Jan de Wit gereden.
- Lijn 233 worden volgens dienstregeling met 13-meter bussen van Jan de Wit gereden.
- Lijnen 461, 463 en 464 worden volgens dienstregeling met minibussen gereden.
- Lijnen 15, 18, 21, 22, 36, 37 (deels), 41 (deels), 43, 44(deels), 47 (deels), 48, 61, 62 (deels), 63 (deels), 231 en 369 worden volgens dienstregeling met elektrische bussen gereden.

## Metrovervangende buslijnen

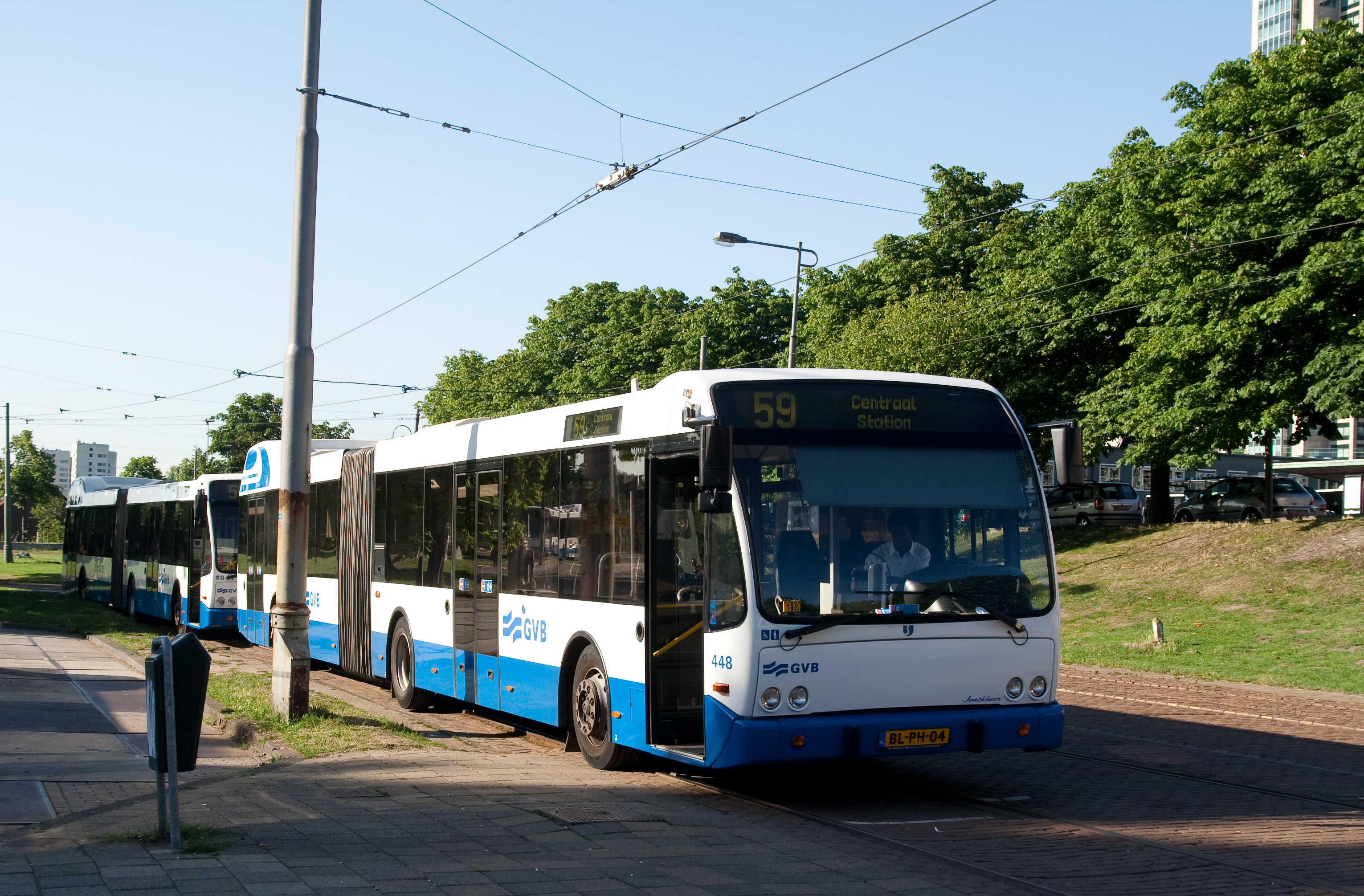
Gelede bus 448 op Pendelbus 59 op het Amstelstation.

Bij stremming van de metro zijn de volgende metrovervangende buslijnen ingedeeld:
| Lijn | Route                             | Via                                | Vervangt metrolijn(en) |
| ---- | --------------------------------- | ---------------------------------- | ---------------------- |
| 56   | Lelylaan – Sloterdijk             |                                    |                        |
| 57   | Gein – Van der Madeweg            | Holendrecht, Station Bijlmer ArenA | (voorheen 54P)         |
| 58   | Station Duivendrecht – Overamstel |                                    |                        |
| 59   | Amstelstation – Centraal Station  |                                    |                        |
| 92   | Gaasperplas – Van der Madeweg     | Ganzenhoef                         | (voorheen 57)          |
| 136  | Sloterdijk – Isolatorweg          |                                    |                        |
| 164  | Noorderpark – Centraal Station    |                                    |                        |
| 165  | Noord – Centraal Station          |                                    |                        |

Voor het traject Station Bijlmer ArenA – Amstelveen Oranjebaan – Station Zuid wordt verwezen naar lijn 300, met overstap op tramlijnen 5 of 25 en voor het traject Bijlmer – Station Zuid of Duivendrecht – Station Zuid naar de trein.
Voor de zuidwestelijke tak van lijn 50 is nog geen route vastgesteld. Bij stremming tussen Sloterdijk en Isolatorweg wordt ook verwezen naar lijn 36 die echter een beperkte exploitatietijd heeft. Enkele late ritten van lijn 57 kunnen vanaf de Van der Madeweg doorrijden naar het Centraal Station. Bij gedeeltelijke stremming wordt een gedeeltelijke route gereden.
Als metrolijn 52 niet kan rijden wordt op het zuidelijke gedeelte geen buslijn ingezet maar wordt tramlijn 24, of eventueel ook tramlijn 4, versterkt.

## Tramvervangende buslijnen
Ook bij stremmingen bij de tram werden vervangende pendelbuslijnen ingedeeld. Zo reden bijvoorbeeld in de zomer van 2016 en 2018 de pendelbuslijnen 11 (2016), 74 (2018) en 27 (2016 en 2018) tussen het Surinameplein en de Aker en Dijkgraafplein ter vervanging van de ingekorte tramlijnen 1 en 17 wegens spoorwerkzaamheden op de Cornelis Lelylaan en Meer en Vaart. Pendelbuslijn 116 reed tussen Station Zuid en de VU ter vervanging van de tot het Stadionplein ingekorte tramlijn 16. In het voorjaar van 2018 werd langs de route van tramlijn 13 tussen het Mercatorplein en de Burgemeester Röellstraat een tijdelijke pendelbuslijn 313 ingesteld, toen lijn 13 hier niet kon rijden wegens spoorvernieuwing. In 2019 en 2020 reed op een aantal dagen bus 45 ter vervanging van tram 5 tussen Station Zuid en Amstelveen busstation. Als tramlijn 26 niet kan rijden, rijdt er een buslijn 76 tussen Centraal Station en Zeeburgereiland of IJburg.

## Streekvervoer

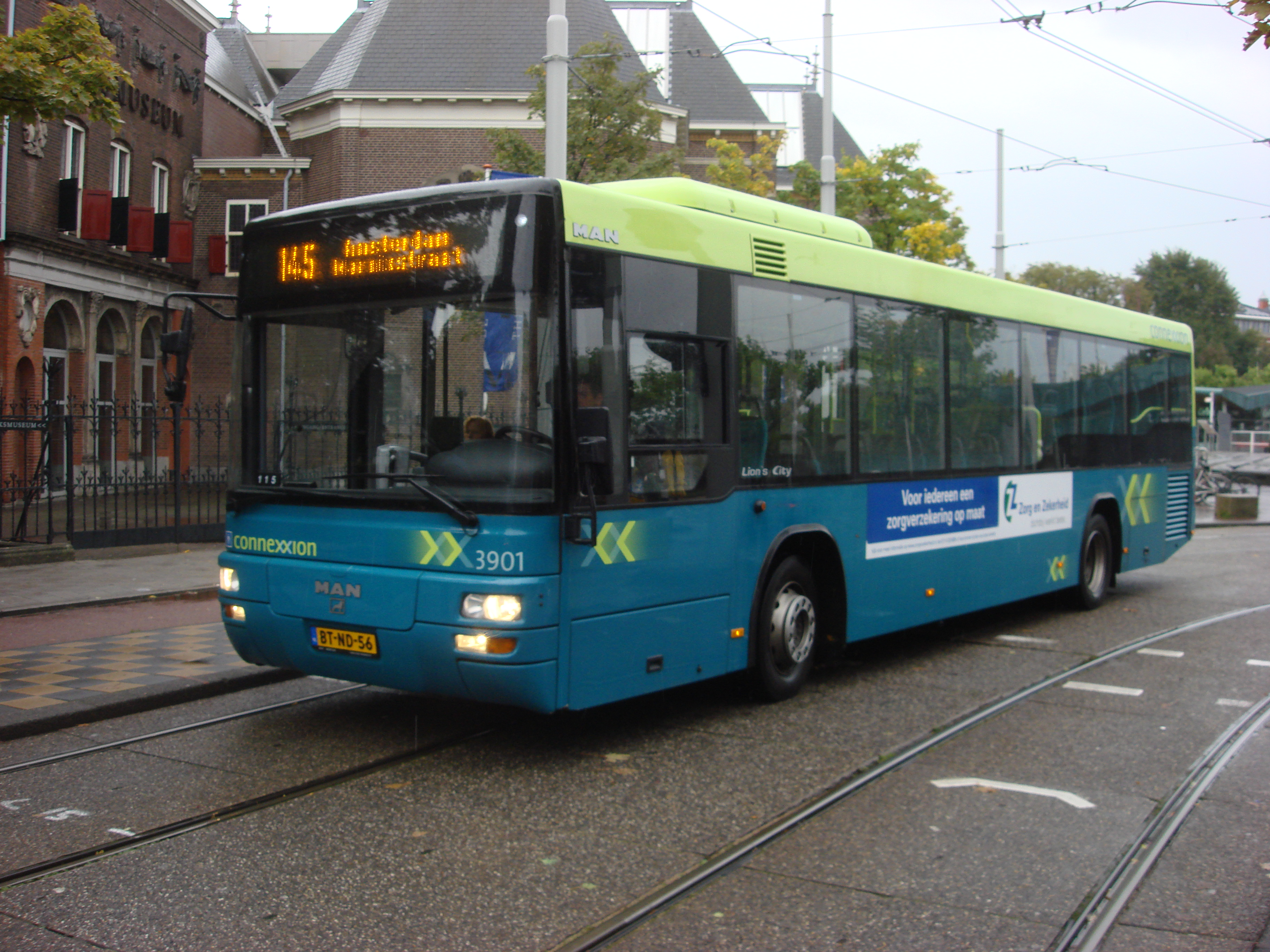
Connexxion bus 3901 op lijn 145 in de Hobbemastraat voor het Rijksmuseum waar de lijn sinds 2016 niet meer rijdt.

Voorts zijn er diverse buslijnen van Connexxion, EBS, Keolis/Syntus en Transdev die de verbindingen met de omliggende gemeenten verzorgen.
Busstations voor streekvervoer zijn treinstations Sloterdijk, Lelylaan, Zuid, Bijlmer ArenA, Amstel, Holendrecht, Weesp en Centraal (Busstation IJzijde), metrostations Noord en Noorderpark en het het busstation Elandsgracht nabij het Leidseplein. Voor internationale bussen is er een busstation bij station Sloterdijk. Men overweegt dit te verplaatsen naar Station Duivendrecht, waar voorheen al een busstation van Eurolines was.
Tot 1982 was er ook het busstation Van Musschenbroekstraat voor streekbussen uit het oosten nabij het Weesperplein waarvan het Amstelstation de functie heeft overgenomen en het busstation aan de Valkenweg voor de streekbussen uit het noorden waarvan in 1970 het Waterlooplein en in 1972 het Centraal Station de functie hebben overgenomen en in 2018 grotendeels station Noord.
Vroeger reden er ook buslijnen van Arriva, BBA, Centraal Nederland, Enhabo, Flevodienst, Maarse & Kroon, Midnet, Naco, NBM, NZH en VAD in Amsterdam.

## Materieel
Voor dit busnet beschikt het GVB in het dienstregelingjaar 2024 voor de normale dienst over een kleine 200 bussen. In 1977 had het busnet zijn grootste omvang en beschikte men over 419 bussen.